# Pericallia lorquini
Pericallia lorquini là một loài bướm đêm thuộc phân họ Arctiinae, họ Erebidae.